# Home Box Office
Home Box Office, kurz HBO, ist ein US-amerikanischer Fernsehprogrammanbieter mit Sitz in New York City. Das 1972 gegründete Unternehmen ist im Besitz von Warner Bros. Discovery und gilt wirtschaftlich, technisch und künstlerisch als Pionier des Kabelfernsehens. Insbesondere in den 1990er und 2000er Jahren galt das Unternehmen mit seinen Serienformaten als künstlerisch führend. Weltweit hat das Unternehmen 2016 über 130 Millionen Abonnenten in über 70 Ländern, außerdem werden die Eigenproduktionen in über 150 Ländern lizenziert.

## Geschichte

### Gründung und Konsolidierung (1965–1977)
Als Vorläufer von HBO gilt das 1965 von Charles Dolan (1926–2024) gegründete Sterling Manhattan Cable, das als erstes Fernsehunternehmen der USA sein Kabelsystem unterirdisch verlegte. Grund dafür waren die Abschattungen der Funksignale durch die hohen Gebäude New Yorks. Unmittelbar danach beteiligte sich Time Life mit 20 % am Unternehmen. Dolan stellte kurz darauf Time Life seine Idee des „Green Channel“ als „Kabelkanal ohne Kabel“ vor und bekam vom Management Rückendeckung für dessen Aufbau. Das Signal wurde über ein Mikrowellen-Netzwerk gesendet, Satellitenübertragungen waren zu dieser Zeit technisch noch nicht machbar. Am 8. November 1972 ging der „HBO“ getaufte Sender mit der Ausstrahlung des Films Sometimes a Great Notion und der Übertragung eines Eishockey-Spiels zwischen den New York Rangers und den Vancouver Canucks für 365 Abonnenten-Haushalte in Wilkes-Barre, Pennsylvania, an den Start.
Da Sterling Manhattan nur 20.000 Kunden hatte, allesamt in Manhattan, gelang es dem Unternehmen nicht, profitabel zu werden. Time Life erhöhte seinen Anteil auf 80 %, stellte das Unternehmen als Sender ein und benannte es um in Manhattan Cable Television. Nach nur drei Monaten löste Gerald Levin im März 1973 Gründer Charles Dolan als Präsidenten und CEO ab; im September des Jahres übernahm Time Life das Unternehmen vollständig und kurz darauf war HBO in insgesamt 14 Netzen in New York und Pennsylvania zu empfangen.
Zu dieser Zeit wurde das Angebot von HBO noch durch die Betreiber lokaler Kabelnetze vermittelt, üblicherweise kostete es den Endkunden monatlich 6 Dollar, wovon HBO 3,50 Dollar erhielt. Problematisch war die extrem hohe Fluktuation der Kundschaft. Da das Programm aus immer denselben Filmen bestand, wurden die Zuschauer seiner schnell überdrüssig und kündigten bereits nach einigen Wochen wieder. HBO reagierte darauf mit der testweisen Einführung eines Systems in Lawrence, Massachusetts, das Kunden eine vierwöchige Gratisvorschau ermöglichte, bevor das Angebot auf einem anderen Kanal verschlüsselt weiter ausgestrahlt wurde. Dieses System setzte sich dann sowohl bei HBO als auch bei anderen Pay-TV-Sendern als Vertriebsmodell durch. Weitere Wachstumshindernisse waren die nur fragmentarisch vorhandene technische Infrastruktur und massiven inhaltlichen Regulierungen durch die Bundesbehörden. Erst nachdem diese Hindernisse durch den Ausbau der Infrastruktur und die Aufhebung der Regulierungen (teils auf dem Klagewege) beseitigt waren, boten sich auf diesem Markt größere Wachstumspotentiale.
Am 1. Oktober 1975 war HBO dann mit dem „Thrilla in Manila“, dem berühmten Boxkampf zwischen Muhammad Ali und Joe Frazier, der weltweit erste Fernsehsender, der sein Sendesignal über eine Satellitenverbindung übertrug. Wichtig für HBO dabei war aber nicht die technische Leistung, sondern die damit schlagartig entstandene Möglichkeit, das Sendesignal flächendeckend auch in voneinander isolierte Kabelnetze einzuspeisen und so das ganze Land abzudecken, was den Absatzmarkt enorm vergrößerte. Für den Zugang zu Satcom 1, dem entsprechenden Satelliten, hatte HBO 7,5 Millionen Dollar bezahlt, eine hohe Summe für den zu dieser Zeit aufgrund der überschaubaren Kundenbasis wirtschaftlich noch nicht gefestigten Sender.
Gary Edgerton sieht in dieser Entscheidung den Grund für den Erfolg von HBO im folgenden Jahrzehnt, Levins Vorgehen zahlte sich aus. 1976, im ersten „Satellitenjahr“, wuchs die HBO-Kundschaft von 15.000 auf fast 290.000 Abonnenten, bis Ende 1977 auf rund 600.000 und 1977 konnte HBO erstmals Gewinne einfahren. Mit seinem enormen Wachstum wurde HBO die treibende Kraft des jungen Kabelmarktes, der von 1974 bis 1978 in den USA von 50.000 auf 1,5 Millionen Kunden anstieg.

### Marktführerschaft und Wachstum (1978–1982)
Seit seiner Gründung verfolgte HBO eine klare Programmstrategie, nach der man sich auf das Abspielen von hochwertigen Kinofilmen und besondere Ereignisse (z. B. Sport) spezialisierte, die der Zuschauer ungekürzt und ohne Werbeunterbrechungen sehen konnte. Zugleich war die Inanspruchnahme des Angebots noch ein Luxus, der monatsweise gebucht wurde, Kabelsender unterlagen also dem Druck, durch ein regelmäßiges Angebot neuer Filme und ähnlich hochwertiger Inhalte den Kunden immer wieder neu von der Buchung des Angebots zu überzeugen.
Nachdem 1978 Teleprompter, der damals größte Kabelnetzbetreiber der USA, einen Exklusivvertrag mit Viacom, der Mutter von HBOs stärkstem Konkurrenten Showtime abgeschlossen hatte und so HBO in seinem Wachstumskurs empfindlich traf, kaufte der Mutterkonzern Time für 145 Millionen Dollar den zweitgrößten Kabelnetzbetreiber American Television & Communications und sicherte damit die Wachstumsmöglichkeiten des Senders. Aber auch inhaltlich entwickelte sich HBO; so gab es etwa erste kleinere Eigenproduktionen wie Sitcoms (unter anderem mit Robin Williams und Pee-Wee Herman als Newcomern). Zugleich konnte sich HBO aufgrund seiner guten Kapitaldecke auch die Ausstrahlungsrechte für große Filme sichern, die neue Kunden anzogen. Für rund 35 Millionen Dollar erwarb der Sender beispielsweise ein Paket von 40 Filmen von MGM/United Artists. Konfliktträchtiger war das Vorgehen von HBO bei der Produktion von Filmen. Gegen eine Vorabfinanzierung erhielt HBO exklusive Pay-TV-Ausstrahlungsrechte, was sowohl riskant war, falls der Film floppte, als auch die Filmindustrie verärgerte, die sich durch das Vorgehen bedrängt sah.
Auch die Einführung eines zweiten Kanals namens Cinemax im Jahr 1980 stärkte die marktbeherrschende Position von HBO, da Cinemax deutlich günstiger war als HBO selbst und so vor allem den größten Konkurrenten Showtime weiter attackierte. 1982 hatte HBO dann 9,8 Millionen Kunden, fast die Hälfte des ganzen Pay-TV-Marktes, machte 440 Millionen Dollar Umsatz und rund 100 Millionen Dollar Gewinn. Damit war HBO dreimal so groß wie Showtime, was zu enormen Vorteilen beim Einkauf von Ausstrahlungsrechten führte.

### Programmstrategie im Wandel (1983–1995)
Ende 1982 gründete HBO zu gleichen Teilen mit Columbia Pictures und CBS Tri-Star Pictures als neues Filmstudio, HBO erhielt dafür die Pay-TV-Rechte der entsprechenden Filme. Gleichzeitig intensivierte der Sender die Eigenproduktionstätigkeit. 1983 strahlte er den ersten Fernsehfilm eines Kabelsenders aus, The Terry Fox Story, ein Biopic über das Leben des kanadischen Sportlers Terry Fox. Im selben Jahr konnte HBO mit 13,4 Millionen Zuschauern erneut einen Rekord melden, zugleich zeichneten sich aber erstmals Probleme ab. In großen Städten und potentiellen Wachstumsmärkten wie Chicago, Philadelphia, Detroit und Baltimore fehlten Kabelnetze, die zunehmende Verbreitung von Videorecordern führte zu einem alternativen Angebot insbesondere angesichts steigender Preise für Kabelangebote, und nicht zuletzt erwies sich HBO als zunehmend weniger geschickt in den Verhandlungen um Ausstrahlungsrechte. Der Marktanteil von HBO sank von 50,4 (Juni 1983) auf 48,1 Prozent (Juni 1984), und zugleich brachen die Gewinnmargen ein.
Der Krise suchte Time durch einen Wechsel an der Spitze zu begegnen: Frank J. Biondi wich Michael J. Fuchs als Vorstandsvorsitzendem. Fuchs kündigte 125 Beschäftigte, reduzierte allgemein Kosten und startete eine große Werbekampagne. Zusätzlich verhandelte er auch den erst kürzlich geschlossenen Tri-Star-Vertrag neu. In diesem Rahmen gab HBO auch die Exklusivrechte an vielen Filmen auf, denn man war zu der Ansicht gelangt, dass Exklusivrechte die zusätzlichen Kosten meist nicht wert waren. Zum Problem wurde dies, als Konkurrent Showtime als neue Strategie bekannt gab, man wolle in Zukunft Filme exklusiv zeigen oder gar nicht. Das heizte den Markt an und durchkreuzte so die Sparpläne von HBO, die mehr Inhalte als gewollt exklusiv erwerben und zugleich allgemein höhere Preise als erhofft für Filme zahlen mussten. Trotzdem waren Fuchs’ Maßnahmen erfolgreich: 1985 hatte HBO 14,6 Millionen Kunden und Umsätze von mehr als 800 Millionen Dollar.
]

Sendeunterbrechung durch „Captain Midnight“, April 1986
GOODEVENING HBO
FROM CAPTAIN MIDNIGHT
$12.95/MONTH ?
NO WAY !
[SHOWTIME/MOVIE CHANNEL BEWARE!

1986 dann verschlüsselte HBO als erster Sender sein Sendesignal digital mit dem sogenannten Videocipher-II-Verfahren, so dass nur noch zahlende Kunden das Programmangebot verfolgen konnten. Zuvor existierte das Schlupfloch, dass jeder Besitzer einer Satellitenschüssel das Signal abfangen konnte, mit dem HBO das Programm über Satellit an die Kabelnetzbetreiber lieferte. Vier Monate später, am 27. April 1986, kam es zu einem Vorfall, bei dem der Fernsehtechniker John R. MacDougall unter dem Pseudonym Captain Midnight mit Hilfe einer Satellitenschüssel für mehrere Minuten das Sendesignal von HBO unterbrach und ein eigenes an dessen Stelle setzte, eine Protesterklärung gegen eine Preiserhöhung vor einem Testbild.
1989 verklagte Viacom HBO auf 2,4 Milliarden Dollar Schadensersatz: Es beschuldigte HBO, es habe versucht, Showtime durch Einschüchterungen von Kabelnetzbetreibern und versuchte Marktbeherrschung bei Hollywoodfilmen aus dem Markt zu drängen. Die Klage schadete nicht nur HBO, sondern auch der gesamten Kabelfernsehindustrie, da es zu dieser Zeit politische Bestrebungen zu einer stärkeren Regulierung des Marktes gab. Erst im August 1992, nach Dutzenden von Millionen Rechtskosten beiderseits, fanden die Parteien eine Regelung. Neben einigen finanziellen Zugeständnissen von Time Warner an Viacom sicherte Time Warner in seinen Kabelnetzen eine stärkere Präsenz der Viacom-Kanäle zu. Darüber hinaus einigten sich beide Unternehmen auf eine gemeinsame Imagekampagne für das Kabelfernsehen, da dieses in Mitleidenschaft gezogen worden war. Nicht zuletzt wurde HBO auch noch durch die Broadcast Music Incorporated verklagt, eine musikalische Verwertungsgesellschaft, die den von HBO gezahlten Gebührensatz für verwendete Musik als zu niedrig ansah. Im Januar 1991 konnte dieser Rechtsstreit durch eine Erhöhung des Satzes von 12 auf 15 Cents je HBO-Kunde beigelegt werden.
1989 kam es auch zu einer weiteren Diversifizierung des Angebotes, als HBO „The Comedy Channel“ gründete. Der Sender war nur auf die ausschnittsweise Ausstrahlung von Comedy spezialisiert, ein Konzept, das von der Kritik vielfach verrissen und auch vom Publikum bzw. den Kabelnetzbetreibern trotz umfangreicher Werbung nicht angenommen wurde. Die Situation verschärfte sich, als Viacom 1991 das Alternativangebot „HA!“ etablierte, das Comedy nicht nur ausschnittsweise zeigte, da die Kabelnetzbetreiber keines der beiden Angebote zeichneten, sondern abwarteten, wer sich durchsetzen würde, was den Markt regelrecht paralysierte. Die Situation löste sich erst auf, als beide Sender überraschenderweise zu „Comedy Central“ fusioniert wurden.

### Die Ära Bewkes (1995–2002)
Mit der Verbreitung von Videorekordern in der Mitte der 1980er hatte sich die bisherige Programmstrategie totgelaufen. Kunden konnten Filme nicht nur ohne Werbung und ungekürzt, sondern selbstbestimmt, jederzeit und aus einem erheblich größeren Angebot ausgesucht sehen, ein wichtiges Argument für Kabelfernsehen entfiel. HBO reagierte auf diese Herausforderung mit einer Neudefinition des eigenen Programms, das in Zukunft Eigenproduktionen zu einem zusätzlichen Standbein werden ließ. Der damalige CEO Michael Fuchs sagte dazu, „wenn es bei HBO je eine Debatte darüber gegeben hätte, wie viel wir für Eigenproduktionen ausgeben sollten, dann wäre die Debatte mit dem Videorekorder beendet gewesen.“
Trotz dieses Statements hatte Fuchs in der Vorgabe an die Programmgestaltung immer nach dem Credo gehandelt, HBO müsse seinen Abonnenten ein reichhaltiges Angebot an Inhalten machen, die sonst niemand im Fernsehen zeige, und hatte dabei die Betonung vor allem auf hochwertige Filme gelegt. Seine Ausrichtung war dabei stark gewinnorientiert, sein Führungsstil eher hierarchisch. All diese Faktoren hatten dazu geführt, dass HBO stagnierte. Gerald Levin, inzwischen Präsident der Mutter Time Warner, tauschte ihn daher im November 1995 gegen Jeffrey Bewkes aus.
Im Rückblick beschrieb Bewkes diesen Moment mit den Worten: „Als ich 1995 CEO von HBO wurde, sagten alle, dass Bezahlfernsehen tot ist. Die Kabel-Abonnentenzahl wuchs kaum mehr, die Leute mieteten Videos, anstatt Pay-TV-Filme zu schauen, es ging los mit DVDs und Pay-per-View …“. Von der Idee von Hollywoodfilmen als dem Besonderen im Programm wollte Bewkes weg. HBO sollte stärker als je zuvor eigene Inhalte schaffen, und zwar ein „kühnes, gänzlich anderes Fernsehen“, das für die Zuschauer zum besonderen Programm-Merkmal werden sollte. Dazu musste HBO umgebaut werden. Bewkes zielte darauf ab, ein offenes Betriebsklima zu schaffen, in dem Kreative sich wohlfühlen würden und insbesondere Serien schufen, die Abonnenten Woche um Woche an die Fernseher zurückkehren ließen.
Die erste Serie dieser Art war Tom Fontanas Oz – Hölle hinter Gittern, eine Gefängnisserie, die ab 1997 lief. Oz war ein Muster für die kommenden Jahre bei HBO in künstlerischer Hinsicht, eine „Einführung für das Publikum in das, was bald die deutliche Philosophie von HBO hinsichtlich eigener, dramatischer Serien“ werden sollte. Sie nutzte die gesamten Freiräume, die dadurch entstanden waren, dass HBO als reiner Abonnentensender nicht der Aufsicht und den Einschränkungen durch die FCC unterliegt. Sexszenen, Nacktheit, exzessive Gewalt oder „explicit language“ mit sexuellen Anspielungen wie auch Flüchen waren als fester Bestandteil des Repertoires eingebettet in qualitativ hochwertiges Erzählen, das sich nicht scheute, gesellschaftliche Tabus anzusprechen und souverän zu thematisieren. Ergänzt durch eine gute Inszenierung, gelang es der Serie dauerhaft, die Kritik zu überzeugen und einen festen Zuschauerkreis an sich zu binden, und erst nach sechs Staffeln ging sie 2003 zu Ende.

## Programm
Weltweit sind Kanäle unter den Markennamen HBO (einschließlich der Marke Cinemax) in über 70 Ländern empfangbar, vor allem in Lateinamerika, Mitteleuropa und Asien. In Deutschland und Österreich existieren keine HBO-Kanäle; als Grund gab der Leiter von HBO International, Simon Sutton, 2009 an, dass durch den öffentlich-rechtlichen Rundfunk die Nische des Qualitätsfernsehens, die HBO in den USA nutze, bereits besetzt sei. 2012 eröffnete Sky Deutschland den Kanal Sky Atlantic HD, der mit dem Untertitel The Home of HBO wirbt und sich zu großen Teilen aus dessen Repertoire speist. Damit reiht sich Sky Atlantic HD in die Reihe zahlreicher Sender in 150 Ländern weltweit ein, die Programme von HBO lizenzieren.

### Angebot
HBO bietet sein Programm im englischen Sprachraum derzeit mit unterschiedlichen Schwerpunkten auf folgenden Kanälen an:
- HBO
- HBO 2
- HBO Comedy
- HBO Family – Kinder- und Familiensendungen
- HBO Latino – Sendungen von HBO auf Spanisch und originär spanischsprachige Sendungen
- HBO Signature
- HBO Zone

Abonnenten von HBO können den Streaming-Internetdienst HBO Go nutzen sowie das wechselnde Video-on-Demand-Angebot HBO On Demand. Letzteres kann in Abhängigkeit vom Kabelnetzbetreiber und dem bei diesem gewählten Abo-Paket mit weiteren Kosten verbunden sein. Bereitgestellt werden für HBO On Demand jeweils etwa einen Monat lang ausgewählte aktuelle und ältere Sendungen aus dem Programm von HBO, die in diesem Zeitraum unbegrenzt angeschaut werden können; jeden Montag wird das Angebot aktualisiert. Seit April 2015 können auch Abonnenten des Video-on-Demand-Dienstes HBO Now auf das komplette Angebot von HBO an Sendungen, Filmen und anderen Inhalten zugreifen. Das Angebot ist beschränkt auf Kunden aus den USA.
Wie es im Juni 2019 bekannt gegeben wurde, wird der neue Streaming-Dienst von HBO und Warner Bros „HBO Max“ lauten. Der Zusatz „Max“ im Namen „HBO Max“ soll auf eine Maximierung in Form von Warner Bros-Inhalten hinweisen, sodass der Kunde gleich zwei bekannte Marken unter einem Dach findet.

### Serien
Insbesondere die seit Mitte der 1990er von HBO produzierten Quality-TV-Serien gelten als stilprägend. Christoph Dreher beschrieb sie als „in bisher ungekannter Weise komplexe und profunde Werke, die zum ersten Mal in der Filmgeschichte so etwas wie ein Äquivalent zu großen epischen Romanen der Weltliteratur darstellen“.

### Andere HBO-Produktionen
- 1999: Citizen Kane – Die Hollywood-Legende (RKO 281)
- 2001: Britney Spears – Live from Las Vegas
- 2004: Iron Jawed Angels
- 2004: The Life and Death of Peter Sellers
- 2005: The Notorious Bettie Page
- 2006: Baghdad ER
- 2007: Justin Timberlake Futuresex / Loveshow Live from New York DVD
- 2011: Lady Gaga Presents the Monster Ball Tour: At Madison Square Garden
- 2012: Game Change – Der Sarah-Palin-Effekt (Game Change)
- 2012: Hemingway & Gellhorn
- 2013: Clear History
- 2013: Liberace – Zu viel des Guten ist wundervoll (Behind the Candelabra)
- 2015: Bessie
- 2018: Panic: The Untold Story of the 2008 Financial Crisis

### Auszeichnungen
Die von HBO Films erstellten Eigenproduktionen des Senders waren vielfach erfolgreich und wurden oft ausgezeichnet. So erhielt er in den zehn Jahren bis 2004 mehr Emmys als alle anderen Fernsehsender zusammen. Zahlreiche für einen Oscar nominierte Dokumentarfilme liefen zuerst bei HBO.